# Conde de Mesquitela

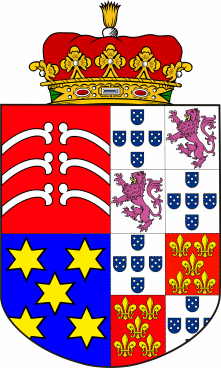
Armas utilizadas pelos Condes de Mesquitela. Com coroa de Duque desde a atribuição do Ducado de Albuquerque em 1886. Esquartelado: 1 - Costa; 2 - Sousa do Prado; 3 - Macedo; 4 - Albuquerque antigo

O título Conde de Mesquitela foi criado em 14 de maio de 1658 a favor de Rodrigo de Castro (?–18 de dezembro de 1662), senhor do morgado do Torrão, general de Cavalaria.
O título de Visconde de Mesquitela foi criado em 2 de Maio de 1754 pelo rei D. José I de Portugal, a favor de Luís de Sousa de Macedo, Barão de Mullingar e 3.º e último Barão da Ilha Grande de Joanes (Ilha de Marajó). Luís de Sousa de Macedo casou com D. Joana Antónia de São Paio e Lima, filha de Manuel António de Sampaio e de D. Vitória Josefa de Bourbon, senhores de Vila Flor. O título foi-lhe concedido, de juro e herdade, e com três dispensas da Lei Mental em troca do título de barão da Ilha Grande de Joanes, cuja ilha revertera para a Coroa.

## Condes deMesquitela(antigo)
1. Rodrigo de Castro (?–1662), senhor do morgado do Torrão, general de Cavalaria, casado com Catarina Maria de Menezes.[2]
2. Noutel Luís de Castro (c. 1635-1674), casado com Maria de Nazaré de Noronha, filha de Diogo de Lima, visconde de Vila Nova de Cerveira; não tiveram filhos.[2] Mandou assassinar o marquês de Sande em 7 de dezembro de 1667, razão pela qual fugiu para Castela. Regressado a Portugal, foi preso em 1671 e sentenciado a desterro perpétuo na Índia, de onde fugiu para Roma, ali morrendo em 1674.[4]

## Viscondes de Mesquitela
1. Luís de Sousa de Macedo (1713–1783), 4.º barão de Mullingar, 3.º barão de Ilha Grande de Joanes.
2. Maria José de Sousa de Macedo (1755–1816). Casada com D. José Francisco da Costa de Sousa e Albuquerque, 2.º visconde de Mesquitela, armeiro e armador-mor do Reino.
3. D. Luís da Costa de Sousa Macedo e Albuquerque (1780–1853), 1.º conde de Mesquitela. Casado com D. Maria Inácia de Saldanha Oliveira e Daun, filha dos condes de Rio Maior e neta do 1.º Marquês de Pombal.
4. D. João Afonso da Costa de Sousa de Macedo (1815–1890), 2.º conde de Mesquitela e 1.º duque de Albuquerque.
5. D. Luís António da Costa de Sousa de Macedo (1816–1896), 3.º conde de Mesquitela.
6. D. Luís Maria Álvaro da Costa de Sousa de Macedo (1862), 4.º conde de Mesquitela.
7. D. Luís António da Costa de Sousa de Macedo (1888–1951), 5.º conde de Mesquitela.
8. D. Álvaro Moreira de Carvalho da Costa de Sousa de Macedo (1919–1981)
9. D. Luís Alberto Oulman da Costa de Sousa de Macedo (1952–)
10. D. Sara de Vasconcelos e Sousa da Costa de Sousa de Macedo (1976–).

Após a instauração da República e o fim do sistema nobiliárquico, foram assim reconhecidos e registados pelo Conselho de Nobreza, D. Álvaro Moreira de Carvalho da Costa de Sousa de Macedo e D. Luís Alberto Oulman da Costa de Sousa de Macedo, e pelo Instituto da Nobreza Portugesa, a filha e presuntiva herdeira do último, D. Sara de Vasconcelos e Sousa da Costa de Sousa de Macedo.

## Condes de Mesquitela (novo)
D. Luís da Costa de Sousa de Macedo e Albuquerque foi elevado a conde de Mesquitela pelo Rei D.João VI de Portugal em 28 de Fevereiro de 1818. Ao 1.º conde de Mesquitela, sucedeu-lhe seu filho D. João Afonso da Costa de Sousa de Macedo. Este, todavia, morreu sem deixar descendência, transmitindo o condado de Mesquitela ao irmão D. Luís António da Costa de Sousa de Macedo, a partir do qual se transmitiu o título de pai para filho.
1. D. Luís da Costa de Sousa Macedo e Albuquerque (1780–1853), 3.º visconde de Mesquitela.
2. D. João Afonso da Costa de Sousa de Macedo (1815–1890), 4.º visconde de Mesquitela, 1.º duque de Albuquerque; filho do anterior.
3. D. Luís António da Costa de Sousa de Macedo (1816–1896), 5.º visconde de Mesquitela; irmão do anterior, filho do primeiro.
4. D. Luís Maria Álvaro da Costa de Sousa de Macedo (1862), 6.º visconde de Mesquitela; filho do anterior.
5. D. Luís António da Costa de Sousa de Macedo (1888–1951), 7.º visconde de Mesquitela; filho do anterior.
6. D. Álvaro Moreira de Carvalho da Costa de Sousa de Macedo (1919–1981)
7. D. Luís Alberto Oulman da Costa de Sousa de Macedo (1952–).

Após a instauração da República e o fim do sistema nobiliárquico, foram assim reconhecidos e registados pelo Conselho de Nobreza, D. Álvaro Moreira de Carvalho da Costa de Sousa de Macedo e, actualmente, D. Luís Alberto Oulman da Costa de Sousa de Macedo. 

## Duques de Albuquerque
Por decreto de 19 de Maio de 1886, D. Luís I concedeu ao 2.º conde de Mesquitela, D. João Afonso da Costa de Sousa de Macedo, o título de cortesia de duque de Albuquerque, nomeado em honra da representação de D. Afonso de Albuquerque, título esse que D. João Afonso declinou, só o aceitando 16 anos depois. O ducado de Albuquerque era título vitalício, ou seja, em sua vida, não sendo, portanto, automaticamente transmissível aos seus sucessores, o que não impediria que a coroa pudesse renová-lo.
1. D. João Afonso da Costa de Sousa de Macedo (1815–1890), 2.º conde de Mesquitela, 4.º visconde de Mesquitela
2. D. Luís Alberto Oulman da Costa de Sousa de Macedo, 7.º conde de Mesquitela, 9.º visconde de Mesquitela, 2.º duque de Albuquerque[5]

## Barão deMullingar
Título hereditário outorgado por Carlos II de Inglaterra.
1. António de Sousa de Macedo (1606–1682).
2. Luís Gonçalo de Sousa de Macedo (1640–1727), 1.º barão de Ilha Grande de Joanes.
3. António de Sousa de Macedo (1677–1738), 2.º barão de Ilha Grande de Joanes; filho do anterior, neto do primeiro.
4. Luís de Sousa de Macedo (1713–1783), 3.º barão de Ilha Grande de Joanes, 1.º visconde de Mesquitela.
5. Maria José de Sousa de Macedo (1755–1816), casada com D. José Francisco da Costa de Sousa e Albuquerque, 2.º visconde de Mesquitela (por decreto real).
6. D. Luís da Costa de Sousa Macedo e Albuquerque (1780–1853), 1.º conde de Mesquitela.
7. D. João Afonso da Costa de Sousa de Macedo (1815–1890), 2.º conde de Mesquitela, 4.º visconde de Mesquitela, 1.º duque de Albuquerque.
8. D. Luís António da Costa de Sousa de Macedo (1816–1896), 3.º conde de Mesquitela, 5.º visconde de Mequitela.
9. D. Luís Maria Álvaro da Costa de Sousa de Macedo (1862), 4.º conde de Mesquitela, 6.º visconde de Mesquitela.
10. D. Luís António da Costa de Sousa de Macedo (1888–1951), 5.º conde de Mesquitela, 7.º visconde de Mesquitela.
11. D. Álvaro Moreira de Carvalho da Costa de Sousa de Macedo (1919-1981), 6.º conde de Mesquitela, 8.º visconde de Mesquitela
12. D. Luís Alberto Oulman da Costa de Sousa de Macedo, 7.º conde de Mesquitela, 9.º visconde de Mesquitela[5]

## Barão daIlha Grande de Joanes
1. Luís Gonçalo de Sousa de Macedo (1640–1727), 2.º barão de Mullingar.
2. António de Sousa de Macedo (1677–1738), 3.º barão de Mullingar; filho do anterior, neto do primeiro barão de Mullingar.
3. Luís de Souza Macedo Aragão Vidal (1713–1783), 4.º barão de Mullingar, 1.º visconde de Mesquitela.

O título de barão da Ilha Grande de Joanes foi extinto em 1754 por troca com o viscondado de Mesquitela, tranferindo-se a Capitania da Ilha Grande de Joanes, situada na Ilha de Marajó, no Brasil, para a Coroa.